# Stefan Botev
Stefan Botev Hristov (em búlgaro:  Стефан Ботев Христов; 14 de fevereiro de 1968, em Harmanli) é um ex-halterofilista, que competiu pela Bulgária e depois pela Austrália.
Competiu no Campeonato Europeu de 1987 e ficou com a prata, com 430 kg no total (187,5 no arranque e 242,5 no arremesso), atrás do soviético Iuri Zakharevitch, com 440 kg (202,5+237,5), na categoria até 110 kg.
Ficou com a prata de novo no europeu de 1988 (437,5 kg), atrás ainda de Zakharevitch (450 kg).
Em 1988 ele definiu um recorde mundial no arremesso — 250 kg, na categoria até 110 kg.
No Campeonato Mundial de 1989, Botev conseguiu 185 kg no arranque e estava apenas em quarto, bem atrás do alemão Ronny Weller (202,5) e de Zakharevitch (202,5); mas Weller e Zakharevitch não conseguiram resultado no arremesso e Botev levantou 242,5 kg nesta prova e tornou-se campeão mundial (427,5 no total), bem a frente do britânico Andrew Davies (395 kg — 185+210).
Foi campeão europeu em 1990: levantou no arremesso 250 kg, o que lhe garantiu a vitória (445 kg no total), a frente dos soviéticos Zakharevitch (442,5 — 200+242,5) e Rizvan Geliskhanov (202,5+237,5).
Foi novamente campeão mundial em 1990: levantou 440 kg no total (200+240), 50 kg a mais do segundo colocado, o soviético Nail Mukhamediarov (390 kg — 170+220).
Ficou com a medalha de bronze nos Jogos Olímpicos de Barcelona 1992, na categoria até 110 kg.
No mundial de 1993, Botev fica com a prata, na categoria até 108 kg, com 417,5 kg no total (185+232,5), atrás do ucraniano Timur Taimazov (420 — 195+225).
Depois, Botev conseguiu três bronzes consecutivos, nos mundiais de 1994 (435 kg), 1995 (435 kg) e nos Jogos Olímpicos de Atlanta 1996 (450 kg — 200+250), na categoria acima de 108 kg. Também foi campeão nos Jogos da Commonwealth em 1994.
Em 2007 foi eleito para o Weightlifting Hall of Fame.
Em 2024 Stefan Botev foi eleito presidente da Federação Búlgara de Halterofilismo.